# 11817 Oguri
11817 Oguri este o planetă minoră (asteroid) din centura de asteroizi. A fost descoperită pe 2 martie 1981 la Observatorul Siding Spring de Schelte J. Bus. 
Obiectul prezintă o orbită caracterizată de o semiaxă mare de 2,6263986 UAi, o excentricitate de 0,21, o înclinație de 6,07657 ° în raport cu ecliptica.